# Catarina Segersten Larsson
Laila Catarina Segersten Larsson, född 25 september 1951 i Garphyttan[källa behövs] i Örebro län, är en svensk före detta landstingspolitiker (moderat). Hon var landstingsstyrelsens ordförande i Värmland åren 1991–1994 samt 2002–2006.
Efter gymnasiestudier på Karolinska skolan i Örebro gick Segersten Larsson en termin på lanthushållskola i Kvinnersta. Därefter flyttade hon och maken till Karlstad, och senare till makens släktgård Eskebol i Kils kommun. Hon är gift och har två barn.
Segersten Larsson engagerade sig inom Moderata samlingspartiet inför valet 1976. 1979 tog hon plats i förbundsstyrelsen för Moderaterna i Värmland och hon var dess förbundsordförande åren 1996–2004. Åren 1986–1992 var hon länsordförande för Moderata Kvinnoförbundet i Värmland.
1982 tog hon plats i landstinget och från 1985 var hon landstingsråd på deltid. Under två mandatperioder, åren 1991–1994 och 2002–2006, var hon den högste politikern i Värmlands läns landsting, i egenskap av ordförande i landstingsstyrelsen.
Under många år var hon invald i EU:s regionkommitté.